# ストリップライン
ストリップライン（Stripline）は、表裏面に導体箔を形成した板状誘電体基板の内部に線状の導体箔を形成した構造を持ち電磁波を伝達する伝送路。
内部導体から外部導体に向かう方向の電界と、内部導体周囲を囲む方向の磁界によって電磁波を伝送する。同軸ケーブルの外部導体の両側面を切り開いて2枚の板とし、内部導体を箔状に引き延ばした形状に相当する。
伝送路から漏洩する電磁波が少ないという利点を有する反面、表面、裏面および内部の3層に導体箔パターンを形成する必要があり製造工程が複雑になることから、一般にはこれを半分にした構造に相当するマイクロストリップラインが多用される。
携帯電話等の小型無線機器では、高密度実装のために6層基板や8層基板が使われるのが一般的であるため、ストリップラインを形成するにあたって何ら支障が無く、それどころかストリップラインの真上や真下にも部品が配置できるため、ストリップラインが多用される。